# Regis College (Weston)
La Regis College è un'università privata di indirizzo cattolico con sede a Weston, nello stato americano del Massachusetts.
Il college fu fondato nel 1927 dalle suore di San Giuseppe: deve il nome a Mary Regis Casserly, sotto la cui guida una comunità di religiose di san Giuseppe di Brentwood si stabì a Boston.